# Altamont (Missouri)
Altamont – wieś w Stanach Zjednoczonych, w stanie Missouri, w hrabstwie Daviess.